# Vier-Farben-Satz

Beispiel einer Vier-Färbung

Landkarte der amerikanischen Bundesstaaten mit vier Farben

Der Vier-Farben-Satz (auch Vier-Farben-Theorem, früher auch als Vier-Farben-Vermutung oder Vier-Farben-Problem bekannt) ist ein mathematischer Satz und besagt, dass vier Farben immer ausreichen, eine beliebige Landkarte in der euklidischen Ebene so einzufärben, dass keine zwei angrenzenden Länder die gleiche Farbe bekommen. Der Satz findet Anwendung in der Graphentheorie, Topologie und Kartografie.
Dies gilt unter den Einschränkungen, dass isolierte gemeinsame Punkte nicht als „Grenze“ zählen und jedes Land aus einer zusammenhängenden Fläche besteht, also keine Exklaven vorhanden sind.

## Formalisierung

Darstellung der Formulierung in der Graphentheorie

Formal lässt sich das Problem am einfachsten mit Hilfe der Graphentheorie beschreiben. Man fragt, ob die Knoten jedes planaren Graphen mit maximal vier Farben so gefärbt werden können, dass keine zwei benachbarten Knoten die gleiche Farbe tragen. Oder kürzer: „Ist jeder planare Graph 4-färbbar?“ Dabei wird jedem Land der Karte genau ein Knoten zugewiesen und die Knoten angrenzender Länder werden miteinander verbunden.

## Geschichte

Diese Karte benötigt vier verschiedene Farben

Der Satz wurde erstmals 1852 von Francis Guthrie als Vermutung aufgestellt, als er in einer Karte die Grafschaften von England färben wollte. Es war offensichtlich, dass drei Farben nicht ausreichten und man fünf in keinem konstruierten Beispiel brauchte. In einem Brief des Londoner Mathematikprofessors Augustus De Morgan vom 23. Oktober 1852 an den irischen Kollegen William Rowan Hamilton wurde die Vermutung erstmals diskutiert und veröffentlicht: „Genügen vier oder weniger Farben, um die Länder einer Karte so zu färben, dass benachbarte Länder verschiedene Farben tragen?“
Der englische Mathematiker Arthur Cayley stellte das Problem 1878 der mathematischen Gesellschaft Londons vor. Innerhalb nur eines Jahres fand Alfred Kempe einen scheinbaren Beweis für den Satz. Elf Jahre später, 1890, zeigte Percy Heawood, dass Kempes Beweisversuch fehlerhaft war. Ein zweiter fehlerhafter Beweisversuch, 1880 von Peter Guthrie Tait veröffentlicht, konnte ebenfalls elf Jahre lang nicht widerlegt werden. Erst 1891 zeigte Julius Petersen, dass auch Taits Ansatz nicht korrekt war. Heawood gab im Jahre 1890 mit der Widerlegung von Kempes „Vier-Farben-Beweis“ zusätzlich einen Beweis für den Fünf-Farben-Satz an, womit eine obere Schranke für die Färbung von planaren Graphen zum ersten Mal fehlerfrei bewiesen wurde. In Kempes fehlerhaftem Versuch steckten bereits grundlegende Ideen, die zum späteren Beweis durch Appel und Haken führten.
Heinrich Heesch entwickelte in den 1960er und 1970er Jahren einen ersten Entwurf eines Computerbeweises, der aber mangels verfügbarer Rechenzeit nicht verwirklicht wurde. Dieser konnte von Kenneth Appel und Wolfgang Haken an der University of Illinois 1976 verbessert werden. Der Beweis reduzierte die Anzahl der problematischen Fälle von Unendlich auf 1936 (eine spätere Version sogar 1476), die durch einen Computer einzeln geprüft wurden. Nach Kritiken an diesem Beweis veröffentlichten Appel und Haken 1989 eine ausführliche Beschreibung mit einem 400-seitigen Anhang auf Mikrofilm.
1996 konnten Neil Robertson, Daniel Sanders, Paul Seymour und Robin Thomas einen modifizierten Computerbeweis finden, der die Fälle auf 633 reduzierte. Auch diese mussten per Computer geprüft werden.
2005 haben Georges Gonthier und Benjamin Werner einen formalen Beweis des Satzes in dem Beweisassistenten Coq konstruiert.

## Kritik
Der Vier-Farben-Satz war das erste große mathematische Problem, das mit Hilfe von Computern gelöst wurde. Deshalb wurde der Beweis von einigen Mathematikern nicht anerkannt, da er nicht direkt durch einen Menschen nachvollzogen werden kann und da man sich auf die Korrektheit des Compilers und der Hardware verlassen muss. Auch der Mangel an mathematischer Eleganz des Beweises wurde kritisiert. So äußerte schon im Jahre 1989 der Graphentheoretiker Horst Sachs explizit die Meinung, dass „die endgültige Lösung des Vierfarbenproblems noch aussteht“. Die Kritik besteht auch in neuerer Zeit weiter und wurde etwa von dem britischen Mathematiker Ian Stewart bekräftigt.

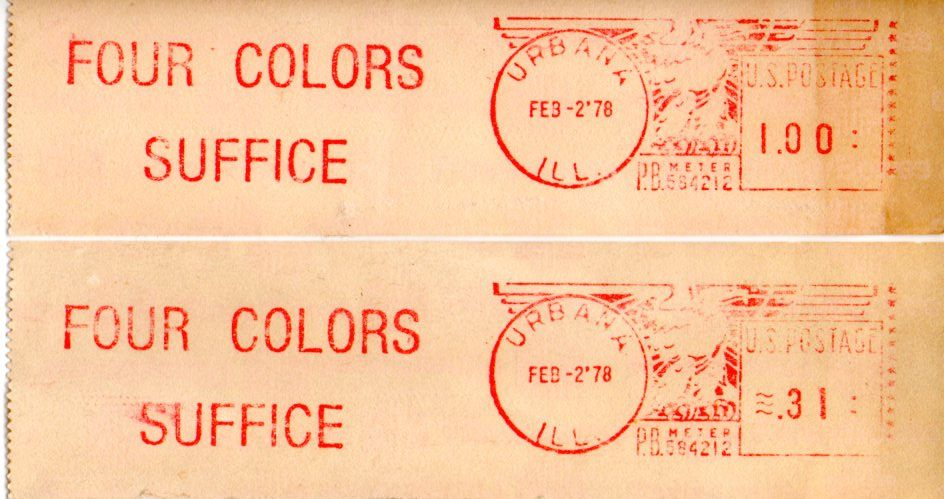
Freistempel mit Zusatzinschrift Four colors suffice, vom Mathematics Department der UIUC, an der Appel und Haken wirkten, nach dem Computerbeweis 1976 verwendet

## Beweisversuche
Einige bekannte Mathematiker haben sich an dem Beweis versucht. So berichtet Max Born, dass Hermann Minkowski (1864–1909) über mehrere Wochen einen Beweisversuch in einer Einführungsvorlesung für Topologie unternahm (mit den einführenden Worten, dies würde sich gut als Einführung in die Topologie eignen und daran hätten sich bisher nur Mathematiker dritten Ranges versucht), bis er schließlich aufgab. Born erinnert sich, dass damals ein Gewitter herrschte und Minkowski halb scherzhaft meinte, der Himmel zürne über seine Vermessenheit.
Auch Ernst Witt versuchte sich in den 1930er Jahren als Student an dem Beweis und präsentierte ihn Richard Courant; sein Freund Heinrich Heesch fand aber einen Fehler, was der Beginn dessen eigener Beschäftigung mit dem Problem war.
Andere Mathematiker, die sich mit dem Problem beschäftigten und bedeutende Teilresultate erzielten, waren Øystein Ore (der die Mindestanzahl der Gebiete, die mit vier Farben einfärbbar sind, auf 40 erhöhte) und Hassler Whitney (in seiner Dissertation aus 1932).
Es gibt auch algebraisch äquivalente Formulierungen (Howard Levi, Juri Wladimirowitsch Matijassewitsch, M. Mnuk, Noga Alon).

### Kempes falscher Beweis

#### „Beweis“

Fall 2 – v mit 4 Nachbarn in 4 Farben
Fall 3 – v mit 5 Nachbarn in 4 Farben

Alfred Kempe versuchte 1879 als einer der ersten Mathematiker, einen Beweis des Vier-Farben-Satzes zu finden. Seine Idee, sogenannte Kempe-Ketten zu verwenden, findet sich noch heute im computergestützten Beweis wieder. Kempes Beweis war jedoch fehlerhaft, wie Percy Heawood 11 Jahre nach dessen Veröffentlichung feststellte. Der Beweis beruht auf einer Induktion über die Anzahl der Knoten des Graphen.
Zuerst lässt sich feststellen, dass nur Triangulierungen beobachtet werden müssen. Andernfalls können wir Kanten hinzufügen, ohne neue Knoten zu definieren. Durch das Hinzufügen der Kanten wird die Komplexität der Färbung somit erhöht. Ist diese Triangulierung vierfärbbar, so ist es auch der zugrunde liegende Graph. Somit gehen wir ohne Beschränkung der Allgemeinheit davon aus, dass der zu färbende Graph {\displaystyle G} trianguliert ist.
Nach einer Folgerung aus dem Satz von Euler gibt es in planaren Graphen stets einen Knoten {\displaystyle v}, dessen Grad kleiner oder gleich fünf ist, also maximal fünf Nachbarn besitzt. Diesen Knoten entfernen wir im ersten Schritt und färben den Graphen {\displaystyle G\setminus v} mit vier Farben, was nach der Induktionsvoraussetzung möglich ist. Für Knoten {\displaystyle v} können nun nach dem Einfügen folgende drei Fälle auftreten:
1. {\displaystyle v} besitzt drei oder weniger Nachbarn. In diesem Fall ist auf jeden Fall eine der vier Farben für {\displaystyle v} übrig, da in der Nachbarschaft maximal drei Farben benutzt werden konnten.
2. {\displaystyle v} besitzt vier Nachbarn. Es ist davon auszugehen, dass diese in vier verschiedenen Farben gefärbt sind, sonst gehe zu Fall 1. Gehen wir davon aus, dass die Knoten {\displaystyle v_{1}} und {\displaystyle v_{3}} nicht durch eine grün-rote Kette verbunden sind, so können wir die Farben grün und rot in der Komponente von {\displaystyle v_{1}} tauschen. Wir färben also all diejenigen Knoten um, die auf einem Pfad im Graphen {\displaystyle G} liegen, der in {\displaystyle v_{1}} beginnt und nur rote oder grüne Knoten benutzt. Nach diesem Vorgehen ist der Knoten {\displaystyle v_{1}} in rot gefärbt. Da nun kein grüner Knoten in der Nachbarschaft von {\displaystyle v} mehr existiert, kann dieser grün gefärbt werden. Andernfalls muss eine Kette zwischen {\displaystyle v_{1}} und {\displaystyle v_{3}} existieren (siehe dafür Skizze Fall 2). Nach dem Jordanschen Kurvensatz kann es nun jedoch keine zweite Kette zwischen {\displaystyle v_{2}} und {\displaystyle v_{4}} geben. Dies bedeutet, {\displaystyle v_{2}} ist durch die rot-grüne Kette von {\displaystyle v_{4}} isoliert. Somit können mit analoger Argumentation die Farben blau und gelb im Teilgraphen getauscht werden, der {\displaystyle v_{2}} enthält. Demnach kann {\displaystyle v} in blau gefärbt werden.
3. {\displaystyle v} besitzt fünf Nachbarn mit vier Farben. Wiederum werden Kempe-Ketten benutzt. Mit analogem Vorgehen zu Fall 2 existieren Ketten von {\displaystyle v_{1}} zu {\displaystyle v_{3}} und {\displaystyle v_{4}}. Andernfalls lässt sich {\displaystyle v_{1}} und die daran hängende Komponente in blau bzw. gelb umfärben, wodurch die Farbe rot für {\displaystyle v} frei werden würde. Nun wird jedoch der Knoten {\displaystyle v_{2}} von {\displaystyle v_{4}} isoliert. Dadurch kann {\displaystyle v_{2}} in gelb gefärbt werden, ohne dass {\displaystyle v_{4}} die Farbe ändert. Ebenfalls wird {\displaystyle v_{5}} von {\displaystyle v_{3}} isoliert, wodurch sich {\displaystyle v_{5}} blau färben lässt, ohne die Färbung von {\displaystyle v_{3}} zu ändern. Zusammenfassend wurde somit die Farbe grün aus der Nachbarschaft von {\displaystyle v} gelöscht, sodass dieser grün gefärbt werden kann.

In jedem Fall lässt sich also eine Farbe für den Knoten {\displaystyle v} finden, was den Induktionsbeweis abschließt.

#### Fehler im Beweis

Errera-Graph mit Kempe-Ketten
Errera-Graph mit gebrochenen Kempe-Ketten nach Farbenwechsel

Kempe übersah dabei, dass das Umfärben einer Komponente die isolierende Kette der anderen Komponente beschädigen kann. Als Beispiel dafür dient der Errera-Graph (Siehe Grafik rechts). Wir erhalten eine fehlerfreie induktive Färbung nach Kempes Methode bis zum Knoten 1. Bei diesem befinden wir uns im obigen Fall 3, Knoten 1 besitzt also fünf Nachbarn in vier Farben. Wir beobachten dabei ebenfalls die eben vorgestellten Kempe-Ketten (rot-blau von Knoten 5 zu 17, rot-gelb von Knoten 3 zu 17, siehe Skizze Errera-Graph). Dabei werden die beiden grünen Nachbarn isoliert. Knoten 12 ist hierbei getrennt vom gelben Knoten 3. Nach der Kempe-Methode wird somit Knoten 12 gelb gefärbt, was Knoten 7 in dessen Nachbarschaft ebenfalls umfärbt, wodurch dieser grün wird. Dieses Umfärben von Knoten 7 bricht nun die zweite beschützende rot-gelbe Kette. Knoten 10 ist nun nicht weiter von Knoten 5 isoliert und es entsteht eine grün-blaue Kette zwischen diesen beiden. Es ist also nicht möglich, Knoten 10 umzufärben, ohne die Farbe von Knoten 5 zu ändern. Somit befinden wir uns in derselben Situation wie zu Beginn, Knoten 1 besitzt fünf Nachbarn in vier Farben, wobei nun die Farbe gelb doppelt auftritt. Dadurch konnte keine Farbe für {\displaystyle v} freigemacht werden. Die Methode scheitert.

## Fehlerhafte Beweise und Gegenbeispiele

Diese Karte wurde mit fünf Farben eingefärbt, und man muss …
… mindestens vier der zehn Regionen umfärben, um mit nur vier Farben auszukommen.

Wie viele offene Probleme der Mathematik hat der Vier-Farben-Satz eine Menge fehlerhafter Beweise und Gegenbeispiele provoziert. Es wurde hierbei versucht, Karten als Gegenbeispiel zum Vier-Farben-Satz zu konstruieren. Manche dieser Konstruktionen hielten der öffentlichen Prüfung über Jahrzehnte stand, bis sie als falsch erkannt wurden. Viele weitere, hauptsächlich von Amateuren entwickelte, sind niemals veröffentlicht worden.
Häufig enthalten die einfachsten „Gegenbeispiele“ eine Region, welche alle anderen Regionen berührt. Dies erzwingt eine Dreifärbung aller anderen Regionen, um die Vierfärbbarkeit der gesamten Karte zu gewährleisten. Die Gegenbeispiele übersehen dabei, dass durch Umfärbung des inneren Bereiches ebendieses erreicht werden kann, da sie sich zu sehr auf das äußere Gebiet stürzen.
Dieser Trick kann verallgemeinert werden; es ist leicht, Karten zu konstruieren, auf denen es unmöglich ist, mit vier Farben auszukommen, wenn die Farben einiger Regionen im Voraus festgelegt wurden. Ein oberflächlicher Überprüfer des Gegenbeispiels wird oft nicht daran denken, diese Regionen umzufärben.
Andere falsche Gegenbeweise verletzen die Annahmen des Satzes, wie zum Beispiel durch Verwendung von Regionen, die aus mehreren getrennten Bereichen bestehen, oder durch Verbieten von gleichfarbigen Regionen, die sich nur an einem Punkt berühren.

## Verallgemeinerungen

Karte auf einem Torus, die sieben Farben benötigt
Karte mit 7-Färbung in der Ebene dargestellt
Animierter Torus derselben Karte

Das Vier-Farben-Problem ist ein Spezialfall der Heawood-Vermutung. Das klassische Vier-Farben-Problem betrifft Landkarten, die auf einer Ebene oder Kugeloberfläche liegen. Die Heawood-Vermutung stellt die analoge Frage für allgemeine Oberflächen, etwa die Kleinsche Flasche (6 Farben), das Möbiusband (6 Farben), die Projektive Ebene (6 Farben) und den Torus (7 Farben). Interessanterweise ist die Verallgemeinerung – abgesehen vom Spezialfall für Ebenen oder Kugeloberflächen – wesentlich leichter zu beweisen als der Vier-Farben-Satz und kommt ohne Computerhilfe aus. J. W. Ted Youngs und Gerhard Ringel konnten im Jahr 1968 erstmals die Heawood-Vermutung für alle anderen Fälle beweisen (Satz von Ringel-Youngs). Der Vier-Farben-Satz wird also nicht durch diesen Beweis verifiziert, sondern muss gesondert behandelt werden.
Für geschlossene orientierbare oder nicht orientierbare Oberflächen mit positivem Geschlecht hängt die maximal benötigte Anzahl {\displaystyle n} der Farben von der Euler-Charakteristik {\displaystyle \chi } der Oberfläche ab und beträgt
{\displaystyle n=\left\lfloor {\frac {7+{\sqrt {49-24\chi }}}{2}}\right\rfloor }
wobei die Klammern die Abrundungsfunktion bezeichnen.
Alternativ kann für orientierbare Oberflächen die Anzahl {\displaystyle n} der Farben abhängig vom Geschlecht {\displaystyle g} der Oberfläche angegeben werden:
{\displaystyle n=\left\lfloor {\frac {7+{\sqrt {1+48g}}}{2}}\right\rfloor }

Nach dem Zusammenfügen in der rechten Grafik sind jeweils die beiden gleichfarbigen „Riegel“ verbunden und bilden jeweils einen (L- bzw. X-förmigen) Körper. Da jeder Körper jeden anderen berührt, braucht man zum Färben so viele Farben wie Riegel (hier 8).

Erweitert man die Aufgabenstellung des Vier-Farben-Satzes von Oberflächen auf den dreidimensionalen euklidischen Raum, dann gibt es keine Obergrenze für die Anzahl der Farben. Anstelle der „Länder“ treten dreidimensionale Gebiete („Körper“) auf, die unterschiedliche Farben haben sollen, wenn sie eine gemeinsame Grenzfläche besitzen. Für jede Zahl {\displaystyle n} lässt sich ein Beispiel konstruieren (Heinrich Tietze), das mindestens {\displaystyle n} Farben benötigt. Man denke sich {\displaystyle n} „lange“ kongruente Quader („Riegel“) nebeneinanderliegend, die zusammen einen Quader quadratischer Grundfläche bilden. Darauf liegen noch einmal {\displaystyle n} zu den ersten kongruente Quader nebeneinander, aber senkrecht zu den unteren, so dass alle unteren Quader alle oberen Quader berühren. Nun sei jeder der unteren mit genau einem der oberen verbunden, so dass beide gemeinsam kreuzweise einen Körper bilden. Jeder dieser Körper berührt jeden anderen; man braucht also {\displaystyle n} Farben und {\displaystyle n} war beliebig.

## Bemerkung

Die Kuratowski-Minoren
Der {\displaystyle K_{5}}
und der {\displaystyle K_{3,3}}

Wenn (so wie in der Realität häufig der Fall) ein Land auf mehrere nicht-angrenzende Gebiete verteilt ist (Kolonien, Exklaven, …), dann ist der zugehörige Graph nicht notwendigerweise planar und es sind möglicherweise mehr als vier Farben zur Färbung notwendig. Auf Planarität kann man gegebene Graphen sehr schnell testen. Nach dem Satz von Kuratowski gibt es bestimmte Untergraphen, die die Planarität von Graphen verhindern. Es sind dies genau zwei Grundformen, die sogenannten Kuratowski-Minoren {\displaystyle K_{5}} und {\displaystyle K_{3,3}}, und darüber hinaus ihre Unterteilungen. Durch eine geschickte Wahl der Datenstrukturen kann man diese „Untergraphen“ finden bzw. feststellen, dass es sie nicht gibt, indem man jeden Knoten und jede Kante nur konstant oft betrachtet.
Die kleinste mögliche Färbung in allgemeinen Graphen {\displaystyle G} zu finden, mit anderen Worten die sogenannte Chromatische Zahl {\displaystyle \chi (G)} zu bestimmen, ist eine sehr aufwändige Aufgabe (genauer: in ihrer Entscheidungsvariante NP-vollständig). Nach den Aussagen von Tutte wäre sie gelöst, wenn man im Dualgraphen {\displaystyle G^{*}} eine kleinste Gruppe gefunden hat, sodass eine gruppenwertige Strömung (das ist ein „Fluss ohne Anfang und Ende“), die nirgends das Nullelement annimmt, existiert. Diese Gruppenordnung heißt Flusszahl {\displaystyle \varphi (G^{*})} und es ist für beliebige Graphen {\displaystyle \varphi (G^{*})=\chi (G)}. Die Lösbarkeit dieses nach wie vor NP-vollständigen Problems ist unabhängig von der Struktur der vorgegebenen Gruppe und hängt nur von der Gruppenordnung ab.
Es gibt weitere Zusammenhänge des Vier-Farben-Problems mit Problemen der Diskreten Mathematik, sodass man auch Methoden der Algebraischen Topologie anwenden kann.

## Zeitkomplexität
Eine 4-Färbung zu berechnen, ist für planare Graphen mit {\displaystyle n} Knoten in Zeit {\displaystyle O(n^{2})} möglich. Dagegen ist die Entscheidung der Frage, ob auch drei Farben ausreichen, NP-vollständig.